# Harold Smallwood
Harold Smallwood (Robert Harold Smallwood; * 24. März 1915 in San Luis Obispo; † 20. April 1985 in Oxnard) war ein US-amerikanischer Sprinter, der sich auf den 400-Meter-Lauf spezialisiert hatte.
Bei den Olympischen Spielen 1936 in Berlin qualifizierte er sich für das Halbfinale, konnte aber wegen einer Appendizitis nicht antreten.
1936 wurde er US-Meister. Seine persönliche Bestzeit von 46,4 s stellte er am 19. Juni 1936 in Chicago auf.